# Olov Carlsson
Kjell Olov Carlsson, född 12 december 1967 i Piteå, är en svensk journalist och företagsledare.

## Biografi
Olov Carlsson utbildade sig till journalist på Kalix folkhögskola samt i foto- och TV-produktion på Hola folkhögskola. Han började därefter på Piteå-Tidningen som lokalredaktör i Älvsbyn och sport- och allmänreporter i Piteå. Åren 1989–1994 var han journalist på Sveriges Radio Norrbotten. År 1994 medverkade han i att starta TV4 Norrbotten, först som redaktör och från 1995 redaktionschef och ansvarig utgivare. Under 1999 arbetade han parallellt på TV4 Nyheterna i Stockholm.
År 2000 blev Carlsson chefredaktör, VD och ansvarig utgivare för Piteå-Tidningen och 2005 ansvarig för SVT Nord. År 2007 blev han chef för SVT:s allmän-tv-riks. Mellan april 2008 och september 2015 var han divisionschef för SVT Nyheter och Sport.  Under 2012 var han ansvarig utgivare för SVT:s Rapport, text-tv samt svtnyheter.se.
Mellan december 2016 och december 2019 var Carlsson vd, chefredaktör och ansvarig utgivare för tidningen Dagens Samhälle.  Carlsson är sedan juni 2016 chefredaktör och ansvarig utgivare för Länstidningen i Södertälje, Norrtelje Tidning samt redaktionellt ansvarig för Nynäshamns Posten.
Från augusti 2020 är Carlsson vice programdirektör och chef för innehållsproduktionen på Sveriges Radio, inklusive Dagens Eko och verksamheten i Berwaldhallen som innefattar såväl Sveriges Radios symfoniorkester som Radiokören.  
Carlsson satt 2016–2020 i Kungliga Operans styrelse och är sedan 2018 vice ordförande i Sveriges Tidskrifter samt är suppleant i branschorganisationen Utgivarnas styrelse. 

### Familj
Han är sedan 2005 gift med journalisten Sofia Olsson Olsén.